# Енцо Мареска
Енцо Мареска (італ. Enzo Maresca, нар. 10 лютого 1980, Понтеканьяно-Фаяно) — колишній італійський футболіст. Відомий, зокрема, виступами за «Ювентус», «Севілью», а також молодіжну збірну Італії. Після завершення ігрової кар'єри — футбольний тренер.

## Клубна кар'єра
Енцо Мареска народився 10 лютого 1980 року в місті Понтеканьяно-Фаяно. Вихованець юнацьких команд футбольних клубів «Мілан» та «Кальярі».
У дорослому футболі Енцо дебютував 1998 року виступами за «Вест-Бромвіч Альбіон», де провів два сезони, взявши участь у 34 матчах чемпіонату.
Згодом з 2000 по 2005 рік він грав у складі «Ювентуса», звідки потрапляв в оренду до «Болоньї» і «П'яченци», а також у складі «Фіорентини». Протягом цих років виборов титул чемпіона Італії і ставав володарем Суперкубка Італії з футболу.
Своєю грою за останню команду привернув увагу представників тренерського штабу «Севільї», до складу якої приєднався 2005 року. Відіграв за цей клуб наступні чотири сезони своєї ігрової кар'єри. Більшість часу, проведеного у складі «Севільї», був основним гравцем команди. За цей час додав до переліку своїх трофеїв титул володаря Кубка Іспанії з футболу, ставав володарем Суперкубка Іспанії з футболу, володарем Кубка УЄФА (двічі), володарем Суперкубка УЄФА.
Протягом 2009—2014 років захищав кольори клубів «Олімпіакос», «Малага» та «Сампдорія».
До складу клубу «Палермо» приєднався 2014 року. Відтоді встиг відіграти за клуб із Сицилії 48 матчів в національному чемпіонаті.
У 2017 році Енцо розірвав контракт з клубом «Верона», після чого оголосив про завершення кар'єри гравця.

## Виступи за збірні
1995 року дебютував у складі юнацької збірної Італії, взяв участь у 19 іграх на юнацькому рівні, відзначившись 5 забитими голами.
Протягом 1999—2000 років залучався до складу молодіжної збірної Італії. На молодіжному рівні зіграв у 26 офіційних матчах, забив 8 голів.

## Титули і досягнення

### Як гравець
«Ювентус»:
Чемпіонат Італії
- Чемпіон (1): 2001–02

Суперкубок Італії
- Володар (1): 2003

 «Севілья»:
Кубок Іспанії
- Володар (1): 2006–07

Суперкубок Іспанії
- Володар (1): 2007

Кубок УЄФА
- Володар (2): 2005–06, 2006–07

Суперкубок УЄФА
- Володар (1): 2006

### Як тренер
«Челсі»:
- Переможець Ліги конференцій УЄФА (1): 2024–25
- Переможець Клубного чемпіонату світу (1): 2025